# Punktweises Produkt
Das punktweise Produkt in der Mathematik ist eine innere zweistellige Verknüpfung, die neben der Faltung als Produkt zweier Funktionen verstanden wird. Das punktweise Produkt ist nur definiert, wenn die Bildmengen {\displaystyle \operatorname {Bild} (f),\;\operatorname {Bild} (g)} so gewählt sind, dass alle Elemente miteinander multipliziert werden können. 

## Definition
Seien {\displaystyle f} und {\displaystyle g} Funktionen mit der Abbildung {\displaystyle X\to Y.} Wenn eine Multiplikation {\displaystyle \cdot \colon Y\times Y\to Y,\;y_{1}\cdot y_{2}\mapsto \mathrm {z} } wohldefiniert ist, dann ist das punktweise Produkt festgelegt als
{\displaystyle (f\cdot g)(x)=f(x)\cdot g(x)}.

## Anwendung
Punktweise Produkte können verwendet werden, um Vektorräume mit Funktionen zu definieren. Es können auch andere algebraische Strukturen definiert werden, die beispielsweise Ringe oder Körper enthalten, auf denen eine Multiplikation definiert ist.